# Božidar Đurašević
Božidar Đurašević (en serbe en écriture cyrillique : Божидар Ђурашевић) est un joueur d'échecs yougoslave, juriste de profession, né le 26 avril 1933 à Belgrade et mort le 23 janvier 2022.

## palmarès aux échecs
Maître international depuis 1957, il a représenté la Yougoslavie lors des olympiades de 1956 et 1958 ainsi que lors des championnats d'Europe par équipe de 1957 et 1961. La Yougoslavie remporta la médaille d'argent par équipe à chaque fois.
Božidar Đurašević remporta la médaille d'or individuelle lors du championnat d'Europe de 1961 avec une marque de 6 points sur 8 (+4 =4). 
En tournoi, il fut deuxième ex æquo avec Georgi Tringov à  Marianske Lazne en 1962 (victoire de Taïmanov) et troisième du tournoi international de Belgrade en 1961 (victoire de Vassioukov devant Gligorić). Son meilleur résultat dans le championnat d'échecs de Yougoslavie fut une troisième place en 1958.
Il arrêta de participer à des compétitions à la fin des années 1960 pour se consacrer à des études de droit et travailla comme procureur adjoint du district de Belgrade de 1962 à 1977. À partir de 1977, il a été directeur de la rédaction de l'Informateur.